# Dactylorhiza alpestris
Dactylorhiza alpestris är en orkidéart som först beskrevs av Herbert William Pugsley, och fick sitt nu gällande namn av Leonid Vladimirovitj Averjanov. Dactylorhiza alpestris ingår i Handnyckelsläktet som ingår i familjen orkidéer. Inga underarter finns listade i Catalogue of Life.

## Bildgalleri

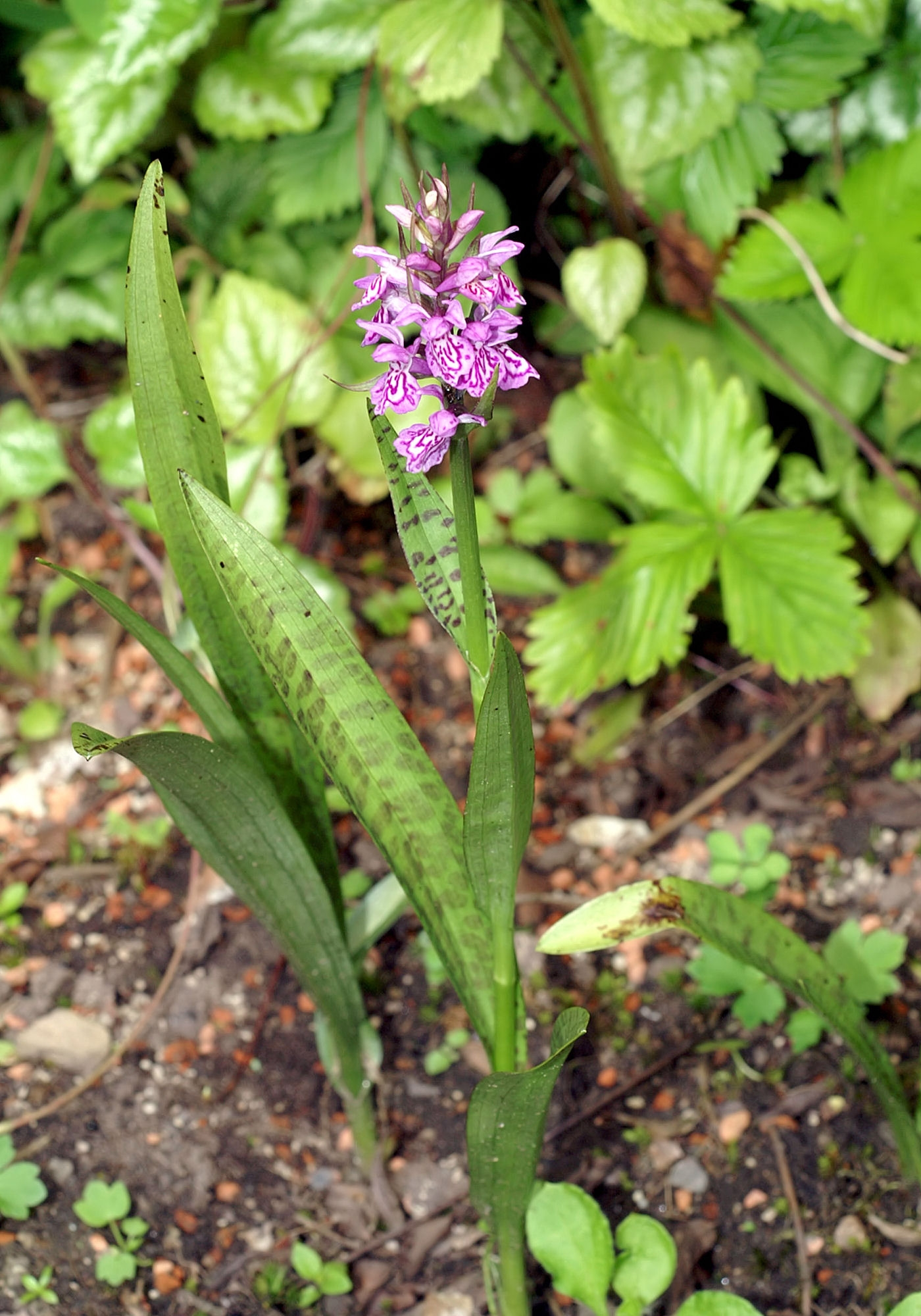
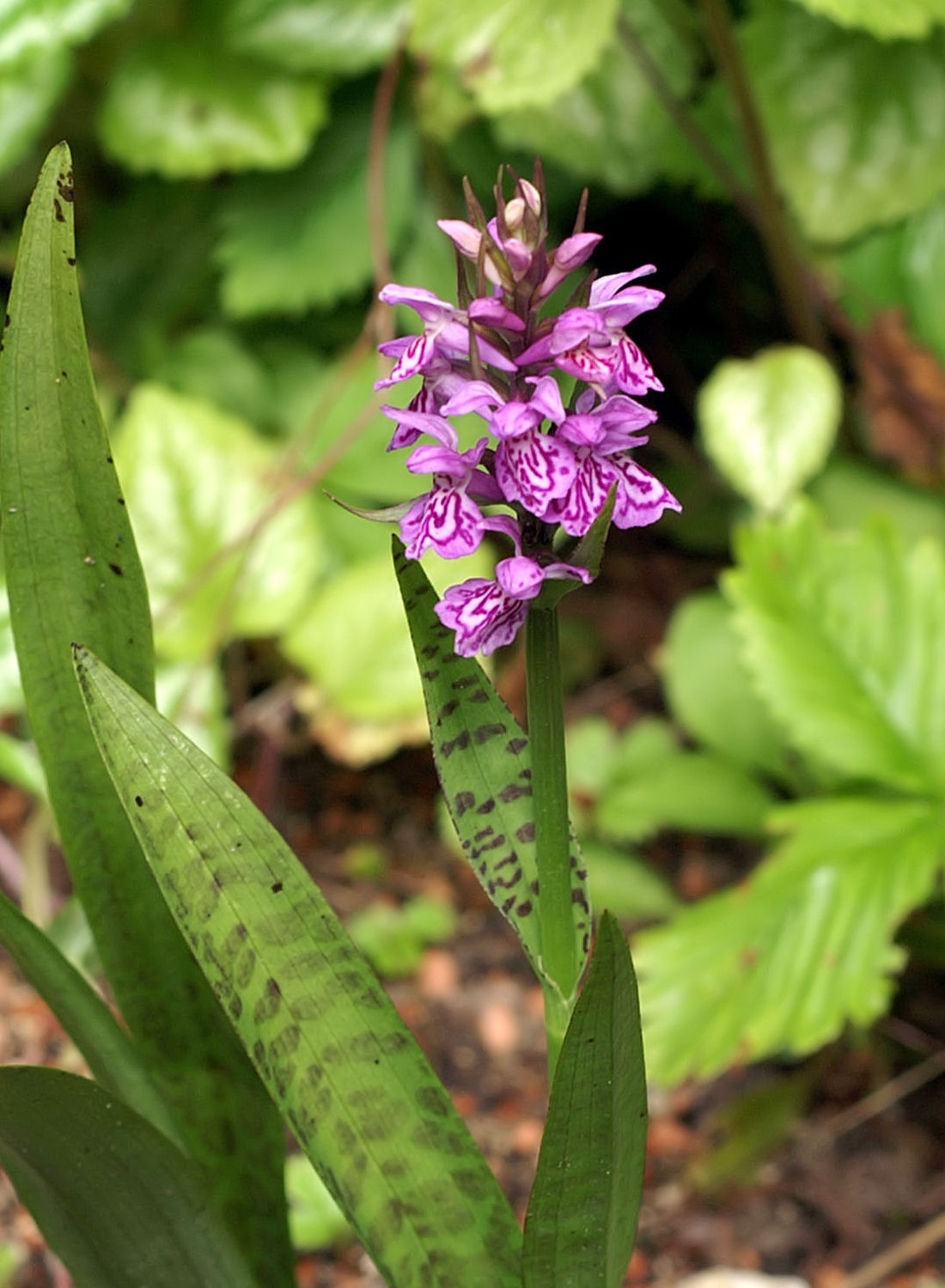
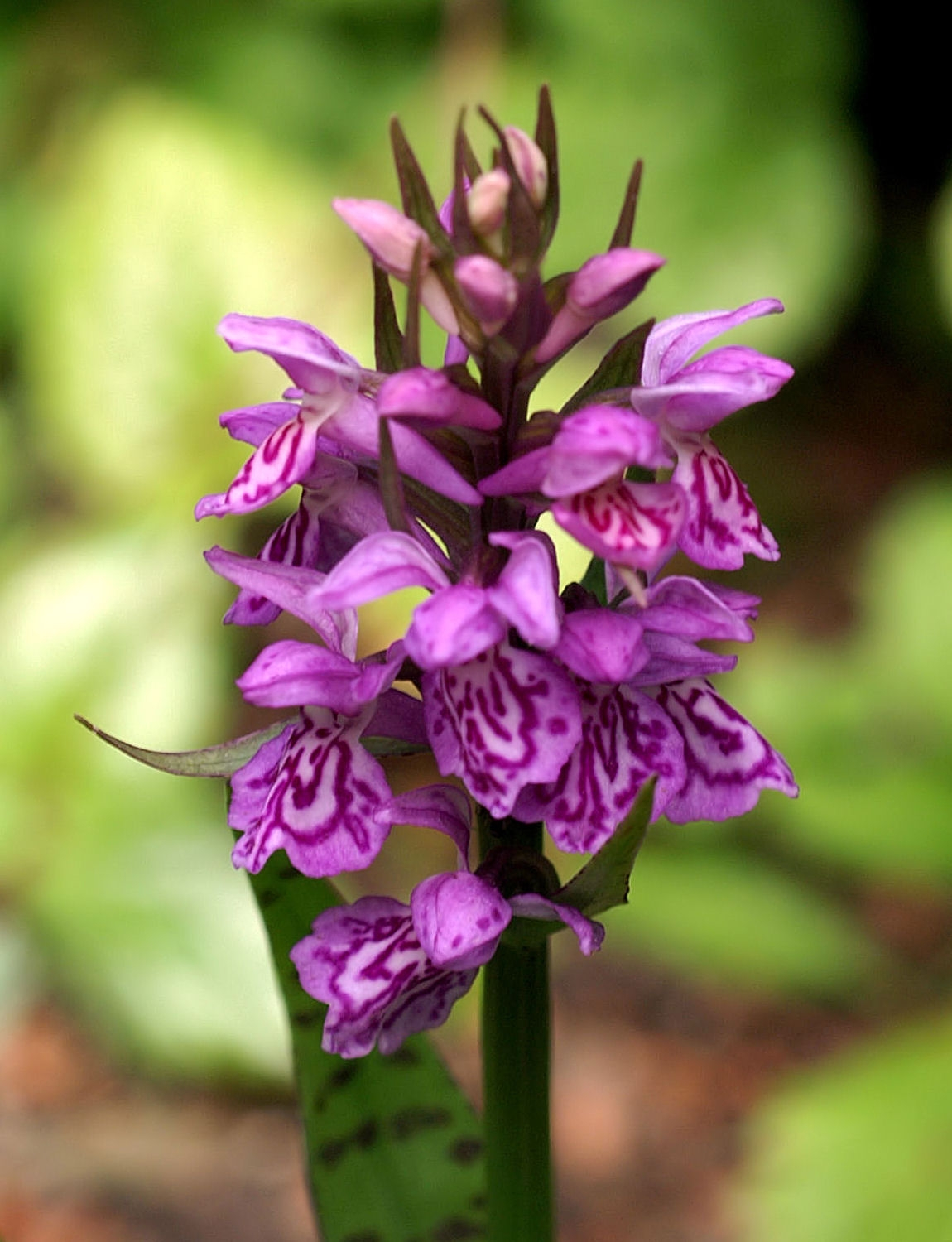
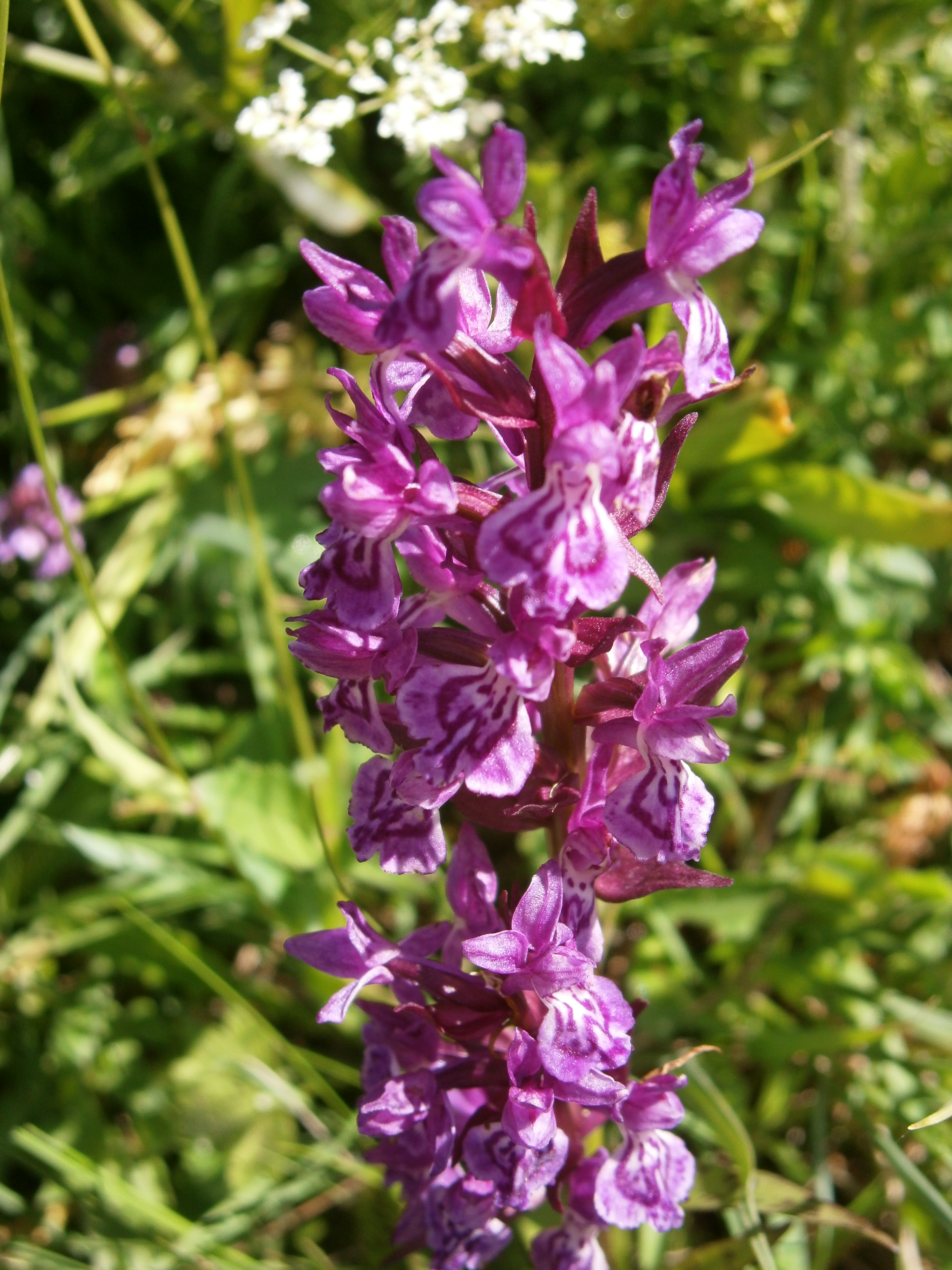
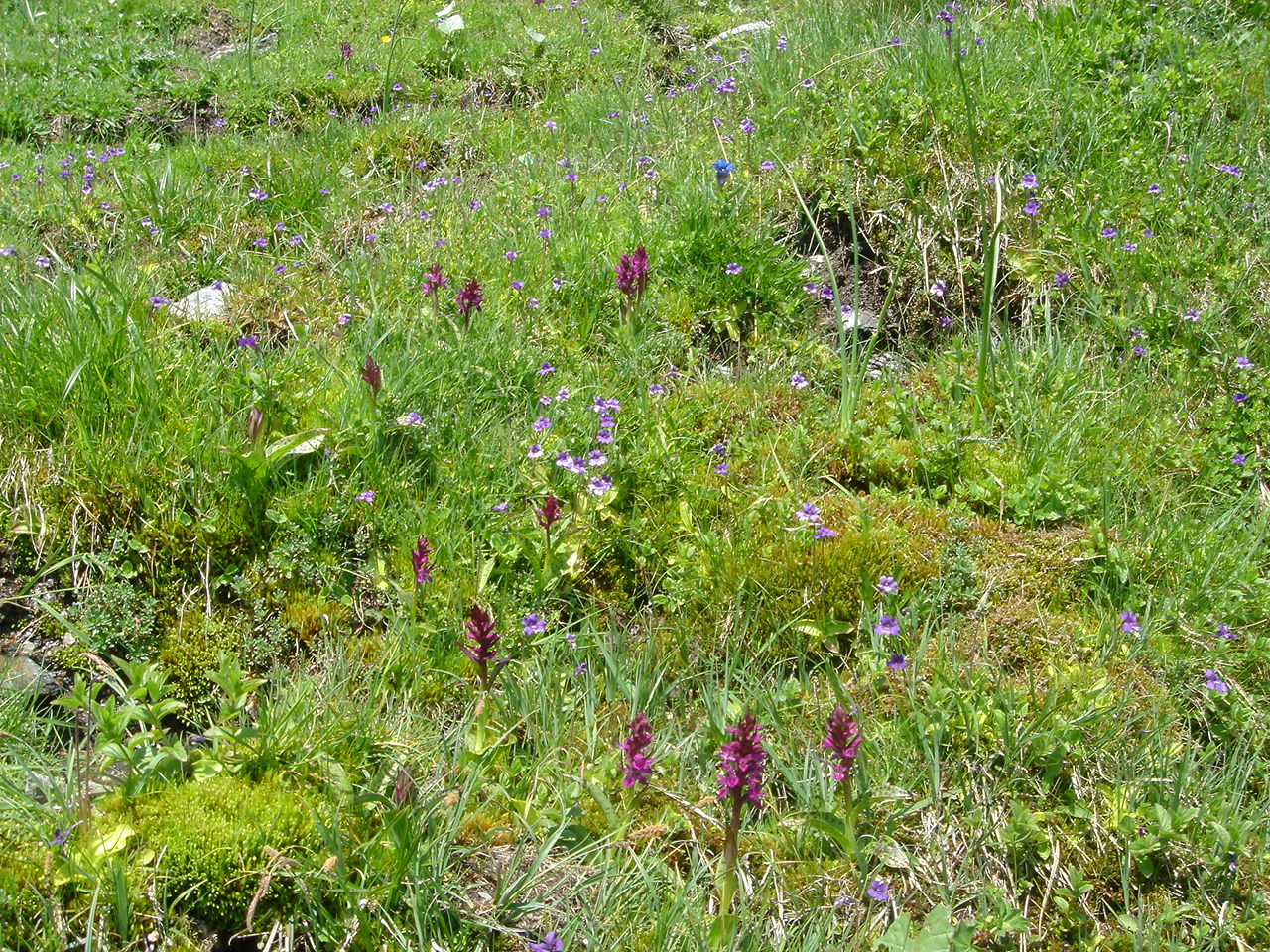
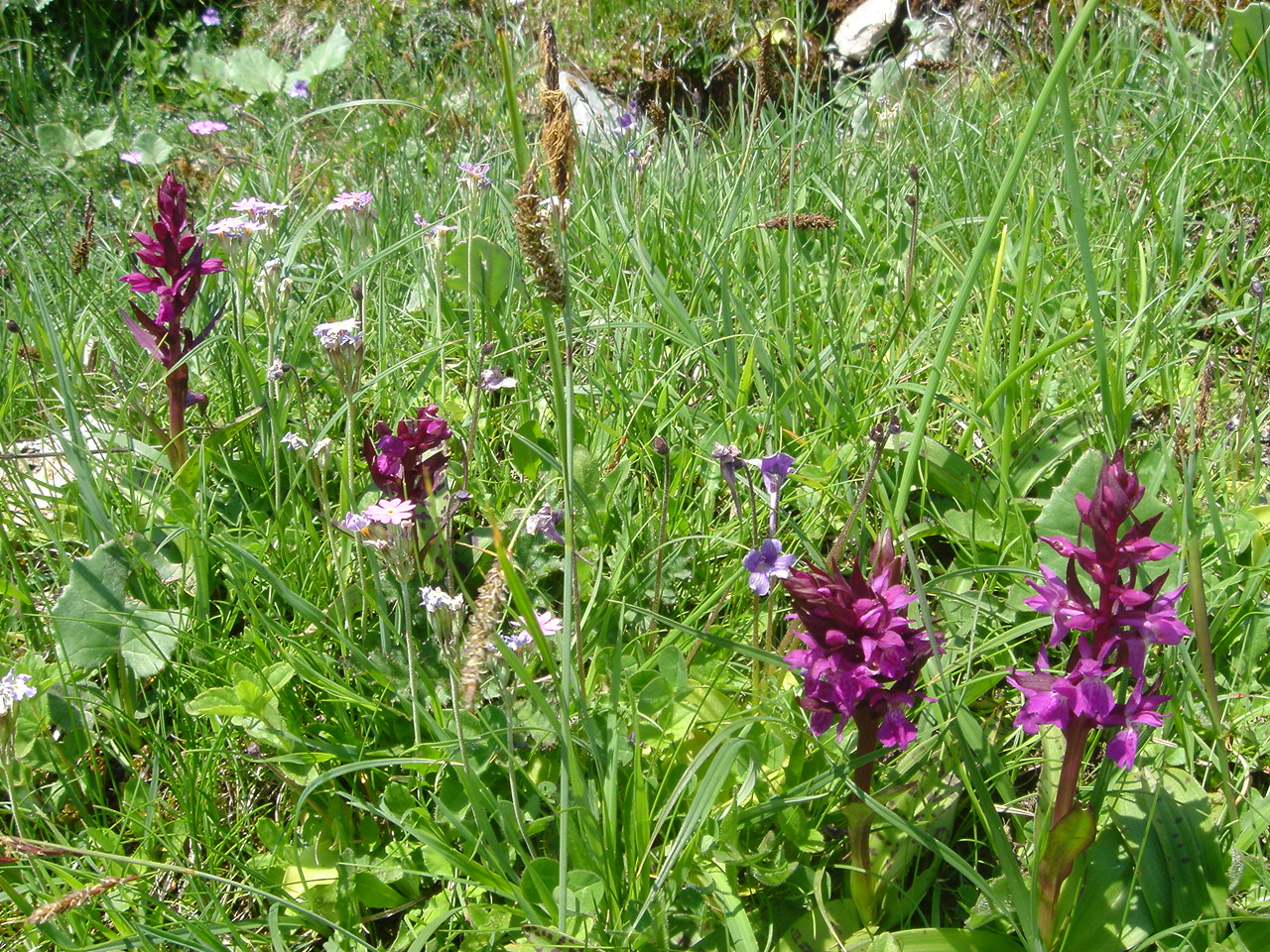